# Bergwerk von Falun
Das Bergwerk von Falun (früher Fahlun, schwedisch Falu gruva) war ein schwedisches Bergwerk von historischer Bedeutung nahe dem Ort Falun, das 1992 von dem Unternehmen Stora Kopparbergs Bergslags AB geschlossen wurde.

## Geschichte

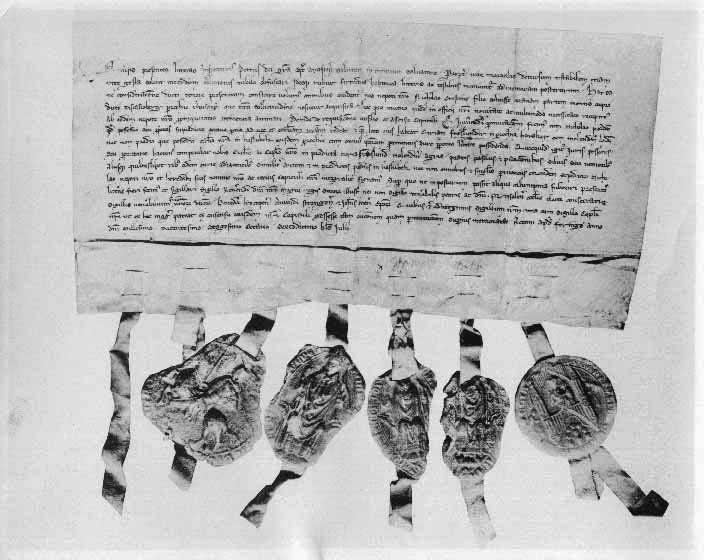
Anteilsschein an der großen Kupfermine von Falun aus dem Jahr 1288 (Original im Reichsarchiv in Stockholm)

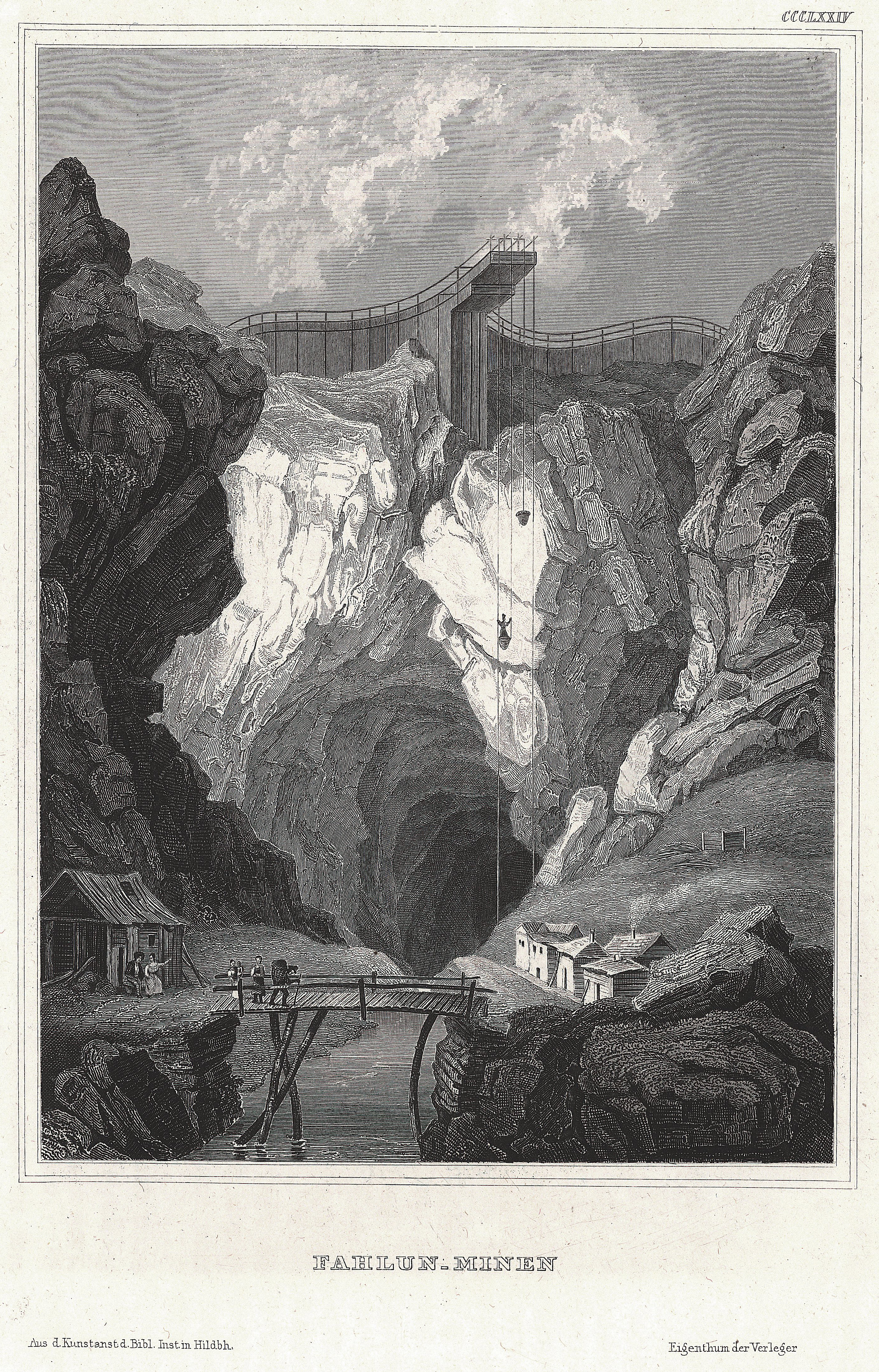
Darstellung des Bergwerkes auf einem Kupferstich von 1841

Der Abbau von Kupfer am Tiskasjöberg (Stora Kopparberget) begann wahrscheinlich im 9. Jahrhundert und ist seit dem 13. Jahrhundert urkundlich belegt. Die Blütezeit des Bergwerkes war im 17. Jahrhundert, als das Bergwerk von Falun für zwei Drittel der weltweiten Kupferproduktion stand. Aber nicht nur Kupfer wurde gewonnen, das Bergwerk war zu dieser Zeit auch der größte Gold- und der zweitgrößte Silberproduzent Schwedens.
Da der Abbau ziemlich planlos betrieben wurde, kam es immer wieder zu Einstürzen. 1687 stürzte ein großer Teil der Grube ein. Glücklicherweise geschah das genau zu Mittsommer, einem der größten schwedischen Feste, sodass niemand ums Leben kam. Die Pinge Stora Stöten ist heute 95 m tief und 350 m breit.
Im Laufe der Zeit traten zahlreiche schwere Schadensereignisse ein: 1760, 1761, 1768-74, 1799 und 1847 kam es zu Bränden, Wassereinbrüche waren 1666, 1764, 1860 und 1899 zu verzeichnen und Grubeneinstürze zerstörten im Jahr 1677, am 25. Juni 1687 und 1892 Teile des Bergwerkes.
Die Grube entwickelte sich zu einem attraktiven Reiseziel, zu dem zahlreiche Reiseberichte vorliegen:
- Charles Orgier (1595–1654), franz. Botschafter in Stockholm: Ephemerides, sive Iter Danicum, Suecicum, Polonicum, 1634
- Johann Friedrich Leopold (1676–1711): Relatio epistolica de itenere suo Suecico, 1707
- Carl von Linné: Iter Dalecarlicum, 1734
- Johann Beckmann: Schwedische Reise, 1765
- Gabriel Jars: Metallurgische Reisen, 1766
- Hans Christian Andersen: Reisebilder, 1849

Eindrucksvoll ist der Bericht von Carl von Linné von seiner Reise mit einem Pferdewagen vom 3. Juli bis 13. August 1734. Erschüttert beschreibt er die Luftverschmutzung durch den Kupferbergbau. Zu bestimmten Zeiten in der Woche wurde in der Grube das Gestein durch Feuersetzen mürbe gemacht, um es dann leichter abzubauen. Giftige Gase wie Schwefeldioxid stiegen in der Grube auf. Deshalb musste sie für Bergleute zeitweise gesperrt werden. Außerhalb der Grube wurde das geborgene Kupfererz, meist Kupferkies, an etwa 200 Stellen durch Rösten im Holzfeuer in schmelzbares Kupfer umgewandelt. Auch dabei stiegen besonders schwefelhaltige Dämpfe auf, die langfristig die Vegetation nahezu vollständig vernichteten.
Im Zusammenhang mit der Kupfergewinnung waren schwedische Ingenieure beschäftigt, unter anderen Jöns Jacob Berzelius, Johan Gottlieb Gahn, Christoph Klem, Gustav de Laval und Christopher Polhem.
Im 18. Jahrhundert verlor das Bergwerk an Bedeutung, blieb aber bis weit in das 19. Jahrhundert ein wichtiger Kupferproduzent. Im 20. Jahrhundert wurde zwar weiter Bergbau betrieben, aber das geförderte Erz bestand nun aus Schwefel (30 %), Zink (5,5 %), Blei (2 %) und nur 0,4 % Kupfer sowie einem kleinen Anteil Gold und Silber.
Heute ist das Bergwerk Museum und seit 2001 ein Teil des Weltkulturerbes Falun-Kopparbergslagen.
Inzwischen gibt es einen etwa 400 km langen Weg von Falun zu dem norwegischen Kupferbergwerk in Røros. Er wird Kopparleden (dt. Kupferweg) genannt. Ein Teilstück von Falun nach Röttvik heißt Linne-vägen.
Nebenprodukte des Bergbaus sind das rote Farbpigment Falunrot, das zu Schwedens Nationalfarbe wurde und noch immer produziert wird, sowie die Wurst Falukorv.

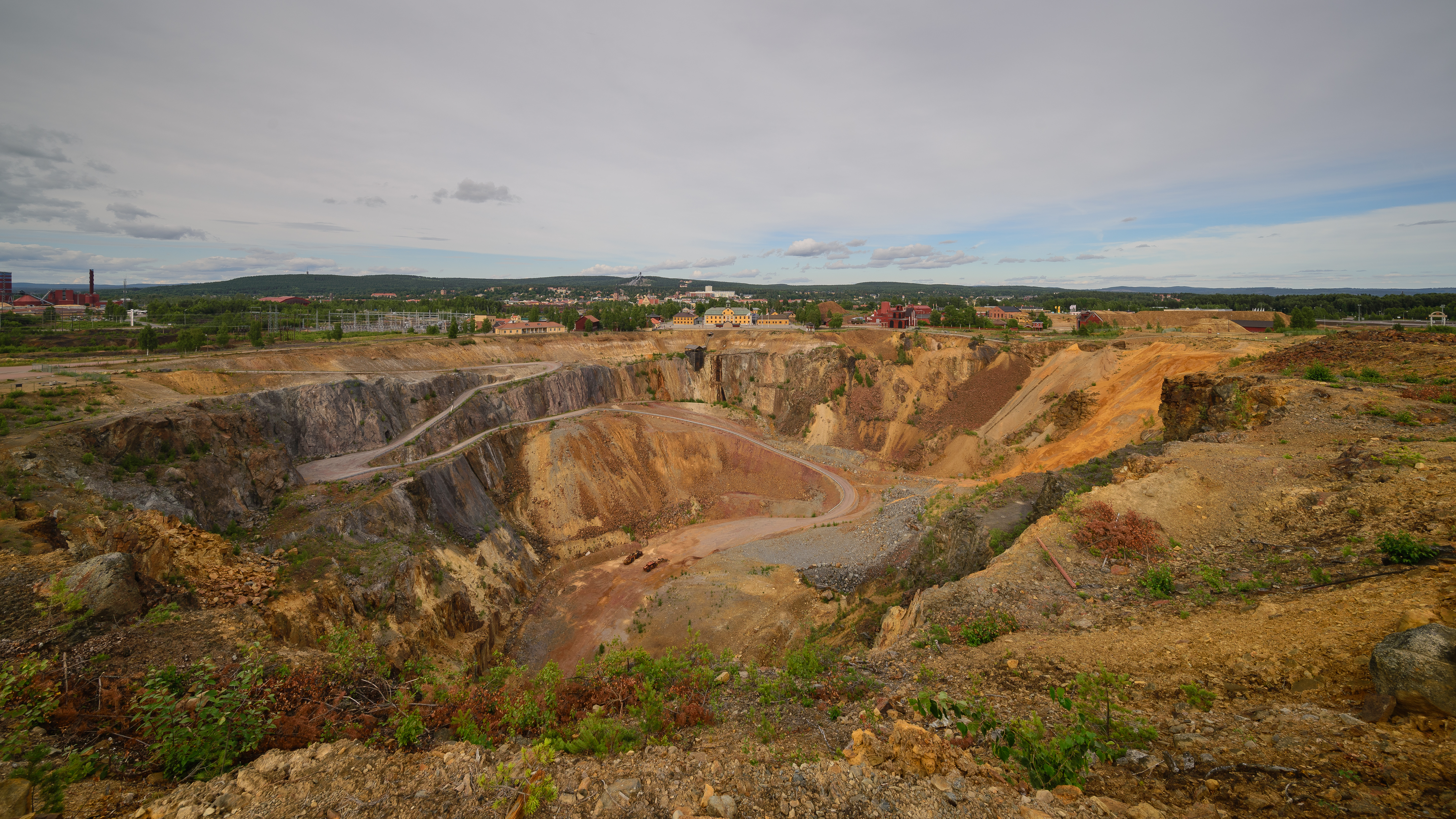
Grube im Weitwinkel
Ehemaliges Verwaltungsgebäude
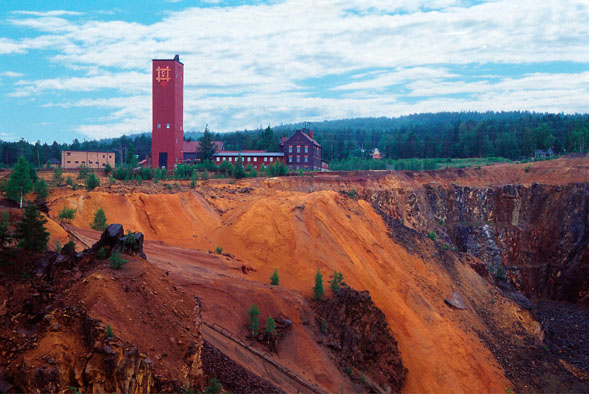
Bergwerk von Falun – Stora Stöten
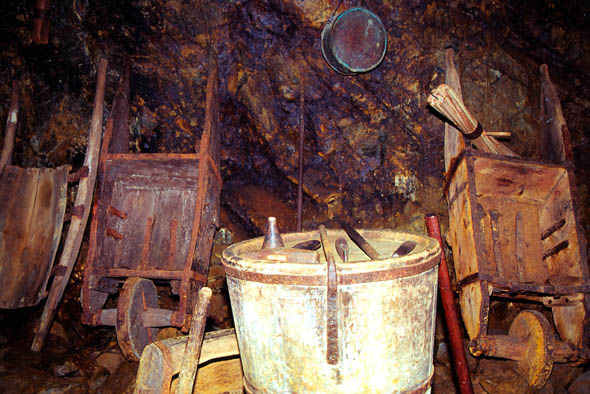
Bergwerk von Falun – Besuchsgrube

## Literarische Rezeption

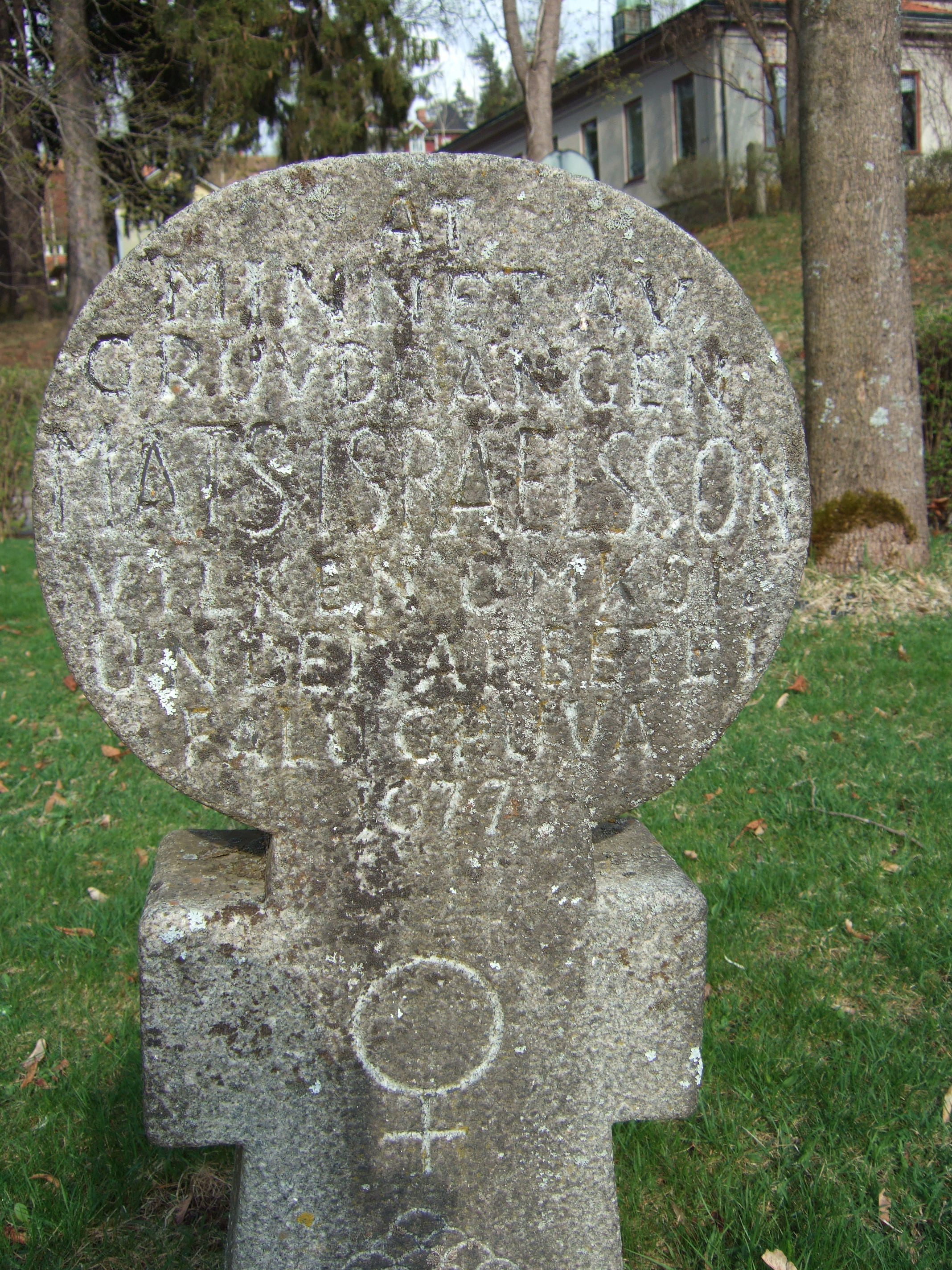
Grabstein bei der Stora Kopparbergs kyrka: „zum Gedenken an den Bergmann Mats Israelsson, bei der Arbeit im Bergwerk von Falun umgekommen, 1677.“

Das Bergwerk von Falun hat auch Eingang in die deutschsprachige Literatur gefunden:
- Achim von Arnim: Des ersten Bergmanns ewige Jugend. Ballade aus dem Roman Armut, Reichtum, Schuld und Buße der Gräfin Dolores, 1810 zeno.org
- August Friedrich Ernst Langbein: Der Bergknappe, 1810 books.google
- Johann Peter Hebel: Unverhofftes Wiedersehen, 1811
- E. T. A. Hoffmann: Die Bergwerke zu Falun, 1819
- Friedrich Rückert: Die goldne Hochzeit, 1817 projekt-gutenberg.org
- Friedrich Hebbel: Treue Liebe, 1828 projekt-gutenberg.org
- Richard Wagner: Libretto Die Bergwerke zu Falun, WWV 67, nach E. T. A Hoffmanns Erzählung für den Komponisten Josef Dessauer (Vertonung nicht ausgeführt), 1842, Sämtliche Schriften und Dichtungen, Bd. 11
- Karl Bernhard von Trinius: Die Bergmannsleiche, In: Gedichte. Berlin 1848, S. 81 books.google
- Hugo von Hofmannsthal: Das Bergwerk zu Falun, Schauspiel nach E. T. A Hoffmanns Erzählung, 1899. Vertonung von Rudolf Wagner-Régeny, Uraufführung bei den Salzburger Festspielen 1961

Hintergrund der Texte ist das Verschwinden des Bergmanns Fet Mats Israelsson in Falun 1677 kurz vor seiner Hochzeit. Er wurde erst 1719 aufgefunden und konnte von seiner Braut identifiziert werden. Durch Kupfervitriol in der Grube war sein Leichnam nahezu vollständig konserviert worden. In einer Glasvitrine der Luft ausgesetzt, zersetzte er sich jedoch immer mehr und wurde daher 1749 in der Hauptkirche von Falun, der Stora Kopparbergs kyrka, bestattet. Dieses Grab wurde, als man in den 1860er Jahren den Fußboden der Kirche erneuerte, aufgelöst und sein Inhalt später erneut in einer Glasvitrine der Neugier von Touristen preisgegeben. Erst 1930 wurde er auf dem Kirchhof begraben und 1934 ein Grabstein aufgestellt.
Über den jugendlichen, aber starren und kalten Bräutigam und die alte, graue Braut voll warmer Liebe bei ihrer „fünfzigjährigen Silberhochzeit“  berichtete Gotthilf Heinrich von Schubert 1808 in seinen Ansichten von der Nachtseite der Naturwissenschaft, ohne dabei allerdings die Namen der Beteiligten oder den Zeitpunkt von Israelssons Verschwinden bzw. der Bergung seines Leichnams mitzuteilen. 1809 präsentierte Karl Christian Ernst von Bentzel-Sternau Schuberts Bericht in seiner Zeitschrift Jason unter der Überschrift Dichter-Aufgabe als „Begeisterungsstoff“ für die „Meisterhand“ der Nachfolger des 1805 verstorbenen Balladendichters Friedrich Schiller.